# Municipio de San Pablo Villa de Mitla
El municipio de San Pablo Villa de Mitla es uno de los 570 municipios del estado mexicano de Oaxaca. Su cabecera es la localidad de San Pablo Villa de Mitla.

## Geografía
El municipio de San Pablo Villa de Mitla colinda al norte con el municipio de Villa Díaz Ordaz; al este con los municipios de Santo Domingo Albarradas, San Pedro y San Pablo Ayutla y Santo Domingo Tepuxtepec; al sur con los municipios de San Juan del Río, San Lorenzo Albarradas, San Dionisio Ocotepec y Santiago Matatlán; y al oeste con los municipios de San Lucas Quiaviní y Tlacolula de Matamoros.

## Localidades
El municipio de San Pablo Villa de Mitla colinda con once localidades.
| Localidad                | Población (2020) |
| ------------------------ | ---------------- |
| San Pablo Villa de Mitla | 9 654            |
| Xaagá                    | 1 585            |
| Unión Zapata             | 737              |

## Gobierno
| Periodo   | Presidente municipal             | Partido           | Partido                              |
| --------- | -------------------------------- | ----------------- | ------------------------------------ |
| 1978-1980 | Rodolfo Juárez Martínez          |                   | Partido Revolucionario Institucional |
| 1981-1983 | Ignacio Martínez Bautista        |                   | Partido Revolucionario Institucional |
| 1984-1986 | Ricardo Luis Casas               |                   | Partido Revolucionario Institucional |
| 1986-1988 | Abelardo Ruíz Gopar              |                   | Partido Revolucionario Institucional |
| 1993-1995 | Amado Sosa Hernández             |                   | Partido Revolucionario Institucional |
| 1996-1998 | Crispín Bautista Méndez          |                   | Partido Revolucionario Institucional |
| 1999-2001 | Luis Monterrubio Méndez          |                   | Partido Revolucionario Institucional |
| 2002-2004 | Rolando Hernández Bautista       |                   | Partido Acción Nacional              |
| 2005-2007 | Mario Alberto González González  |                   | Partido Verde Ecologista de México   |
| 2008-2010 | Jaciel García Ruíz               |                   | Partido Acción Nacional              |
| 2011-2013 | Alejandro Galo Bautista Martínez |                   | Partido Acción Nacional              |
| 2014-2016 | Jaciel García Ruíz               |                   | Partido de la Revolución Democrática |
| 2017-2018 | Abelardo Ruíz Acevedo            |                   | Partido Verde Ecologista de México   |
| 2019-2021 | Abelardo Ruíz Acevedo            |                   | Partido Verde Ecologista de México   |
| 2022      | Concejo municipal                | Concejo municipal | Concejo municipal                    |
| 2022-2024 | Armando Olivera López            |                   | Partido Acción Nacional              |